# GT World Challenge Europe Sprint Cup
Pour les articles homonymes, voir BSS.
Le GT World Challenge Europe Sprint Cup (anciennement Blancpain GT World Challenge Europe, Blancpain Sprint Series et Blancpain GT Series Sprint Cup) est un championnat de course automobile sur circuit réunissant des voitures de Grand Tourisme. En 2013, il est créé sous le nom de FIA GT Series et prend la suite du Championnat du monde FIA GT1 qui n'a vécu que trois saisons. Au sein des Blancpain GT Series, il est regroupé avec les Blancpain GT Series Endurance Cup pour récompenser les meilleurs acteurs de la catégorie. Après le retrait du sponsor Blancpain en 2019, le championnat est renommé GT World Challenge Europe Sprint Cup à partir de 2020.
L'organisateur de ce championnat est la société SRO.

## Format
Le déroulement des courses reprend le schéma d'un championnat sprint avec deux courses d'une heure par rendez-vous.
Le système de points reprend l'allocation de points de la GT World Challenge Europe Endurance Cup mais en la divisant par deux.
| Position | 1er  | 2e | 3e  | 4e  | 5e | 6e  | 7e | 8e | 9e | 10e | Pole |
| Points   | 16,5 | 12 | 9,5 | 7,5 | 6  | 4,5 | 3  | 2  | 1  | 0,5 | 1    |

## Circuits
| Circuit                       | Circuit | 2013 | 2014 | 2015 | 2016 | 2017 | 2018 | 2019 | 2020 | 2021 | 2022 | 2023 | 2024 | 2025 |
| ----------------------------- | ------- | ---- | ---- | ---- | ---- | ---- | ---- | ---- | ---- | ---- | ---- | ---- | ---- | ---- |
| Circuit de Nogaro             |         | •    | •    | •    |      |      |      |      |      |      |      |      |      |      |
| Circuit de Zolder             |         | •    | •    | •    |      | •    | •    |      |      |      |      |      |      |      |
| Circuit de Zandvoort          |         | •    | •    | •    |      |      |      | •    | •    | •    | •    | •    |      | •    |
| Slovakiaring                  |         | •    | •    |      |      |      |      |      |      |      |      |      |      |      |
| Circuit de Navarre            |         | •    |      |      |      |      |      |      |      |      |      |      |      |      |
| Circuit urbain de Bakou       |         | •    | •    |      |      |      |      |      |      |      |      |      |      |      |
| Circuit de Brands Hatch       |         |      | •    | •    | •    | •    | •    | •    |      | •    | •    | •    | •    | •    |
| Autodrome d'Algrave           |         |      | •    | •    |      |      |      |      |      |      |      |      |      |      |
| Circuit urbain de Moscou      |         |      |      | •    |      |      |      |      |      |      |      |      |      |      |
| Circuit de Misano             |         |      |      | •    | •    | •    | •    | •    | •    | •    | •    | •    | •    | •    |
| Nürburgring                   |         |      |      |      | •    | •    | •    | •    |      |      |      |      |      |      |
| Hungaroring                   |         |      |      |      | •    | •    | •    | •    |      |      |      |      |      |      |
| Circuit de Barcelone          |         |      |      |      | •    |      |      |      | •    |      |      |      | •    |      |
| Circuit de Nevers Magny-Cours |         |      |      |      |      |      |      |      | •    | •    | •    |      | •    | •    |
| Circuit Ricardo Tormo         |         |      |      |      |      |      |      |      |      | •    | •    | •    |      | •    |
| Hockenheimring                |         |      |      |      |      |      |      |      |      |      |      | •    | •    |      |

## Palmarès
| Saison | Pilotes                            | Pilotes                   | Équipes                    |
| Saison | Pilotes                            | Voiture                   | Équipes                    |
| ------ | ---------------------------------- | ------------------------- | -------------------------- |
| 2013   | Stéphane Ortelli Laurens Vanthoor  | Audi R8 LMS Ultra         | Belgian Audi Club Team WRT |
| 2014   | Maximilian Götz                    | Mercedes-Benz SLS AMG GT3 | Belgian Audi Club Team WRT |
| 2015   | Vincent Abril Maximilian Buhk      | Bentley Continental GT3   | Belgian Audi Club Team WRT |
| 2016   | Enzo Ide                           | Audi R8 LMS               | Team WRT                   |
| 2017   | Robin Frijns Stuart Leonard        | Audi R8 LMS               | Belgian Audi Club Team WRT |
| 2018   | Raffaele Marciello Michael Meadows | Mercedes-AMG GT3          | Belgian Audi Club Team WRT |
| 2019   | Marco Mapelli Andrea Caldarelli    | Lamborghini Huracan GT3   | AKKA ASP Team              |
| 2020   | Dries Vanthoor Charles Weerts      | Audi R8 LMS GT3           | Belgian Audi Club Team WRT |
| 2021   | Dries Vanthoor Charles Weerts      | Audi R8 LMS GT3           | Team WRT                   |
| 2022   | Dries Vanthoor Charles Weerts      | Audi R8 LMS GT3           | Team WRT                   |

## Statistiques

### Victoires par pilote
| Victoires | Pilotes                    |
| --------- | -------------------------- |
| 16        | Dries Vanthoor             |
| 14        | Laurens Vanthoor           |
| 14        | Raffaele Marciello         |
| 13        | Charles Weerts (en)        |
| 12        | Maximilian Buhk            |
| 9         | Timur Boguslavskiy         |
| 8         | Robin Frijns               |
| 7         | Vincent Abril              |
| 6         | Christopher Mies           |
| 6         | Luca Stolz (en)            |
| 6         | Maro Engel                 |
| 5         | Alvaro Parente             |
| 5         | Cesar Ramos                |
| 5         | Enzo Ide                   |
| 4         | Sebastien Loeb             |
| 4         | Stephane Ortelli           |
| 4         | Harald Proczyk (en)        |
| 4         | Jeroen Bleekemolen         |
| 4         | Christian Engelhart (en)   |
| 4         | Mirko Bortolotti           |
| 3         | René Rast                  |
| 3         | Maximilian Götz            |
| 3         | Norbert Siedler (en)       |
| 3         | Frédéric Vervisch          |
| 3         | Franck Perera              |
| 3         | Stuart Leonard (en)        |
| 3         | Alex Riberas               |
| 3         | Albert Costa               |
| 3         | Ricardo Feller (en)        |
| 2         | Nikolaus Mayr-Melnhof      |
| 2         | Dominik Baumann            |
| 2         | Marco Seefried             |
| 2         | Will Stevens               |
| 2         | Marcel Fässler             |
| 2         | Kelvin van der Linde       |
| 2         | Michael Meadows (en)       |
| 2         | Andrea Caldarelli          |
| 2         | Marco Mapelli (en)         |
| 2         | Simon Gachet               |
| 2         | Giacomo Altoè (en)         |
| 2         | Ulysse de Pauw (en)        |
| 2         | Pierre Alexandre Jean      |
| 2         | Maxime Martin              |
| 2         | Mattia Drudi (en)          |
| 1         | Alon Day (en)              |
| 1         | Andreas Simonsen (en)      |
| 1         | Sergei Afanasiev (en)      |
| 1         | Peter Kox                  |
| 1         | Štefan Rosina              |
| 1         | Thomas Jäger               |
| 1         | Stéphane Richelmi          |
| 1         | Dirk Müller                |
| 1         | Albert von Thurn und Taxis |
| 1         | Nick Catsburg              |
| 1         | Maxime Soulet              |
| 1         | Andy Soucek                |
| 1         | Bernd Schneider            |
| 1         | Jules Szymkowiak (en)      |
| 1         | Rob Bell                   |
| 1         | Tristan Vautier            |
| 1         | Felix Rosenqvist           |
| 1         | Markus Winkelhock          |
| 1         | Steijn Schothorst (en)     |
| 1         | Nico Bastian (en)          |
| 1         | Thomas Neubauer (en)       |
| 1         | Christopher Haase          |
| 1         | Ricky Collard (en)         |
| 1         | Marvin Kirchhöfer          |
| 1         | Steven Palette             |
| 1         | Ryuichiro Tomita           |
| 1         | Nicolas Schöll             |
| 1         | Alex Fontana               |
| 1         | Valentino Rossi            |

actualisé après Course 2 Valencia 2023

### Victoires par team
| Victoires | Teams                    |
| --------- | ------------------------ |
| 47        | Team WRT                 |
| 16        | AKKODIS ASP Team         |
| 14        | HTP Motorsport           |
| 8         | GRT Grasser Racing Team  |
| 4         | Sébastien Loeb Racing    |
| 4         | Emil Frey Racing         |
| 4         | Toksport (en)            |
| 4         | Attempto Racing          |
| 2         | Reiter Engineering       |
| 2         | Rinaldi Racing           |
| 2         | FFF Racing Team (en)     |
| 2         | Saintéloc Racing         |
| 2         | AF Corse                 |
| 1         | Schubert Motorsport (en) |
| 1         | BMW Team Brasil          |
| 1         | Bentley Team M-Sport     |
| 1         | Garage 59                |
| 1         | BLACK FALCON             |
| 1         | R-Motorsport (en)        |
| 1         | Haupt Racing Team        |

Actualisé après course 2 Valencia 2023

### Victoires par marque
| Victoires | Marques      |
| --------- | ------------ |
| 51        | Audi         |
| 32        | Mercedes     |
| 16        | Lamborghini  |
| 5         | McLaren      |
| 5         | Bentley      |
| 4         | Ferrari      |
| 4         | BMW          |
| 1         | Aston Martin |

Actualisé après Course 2 Valencia 2023